# 雲図抄
雲図抄（うんずしょう）は、平安時代後期に描かれた儀式書。書名は「雲上（清涼殿）での（儀式の）指図」という意味で、清涼殿における儀式の際の配置を彩色付の図を付して解説したものである。
『本朝書籍目録』では著者は藤原朝隆とされるが、近代に和田英松が著者をその兄の藤原重隆として編纂年代を1110年代後半と推定してからは通説であった。だが、江戸時代に藤原為隆の子孫である坊城俊将が、重隆・朝隆の弟藤原親隆を著者とする説を立てている。藤原為隆は重隆・朝隆・親隆の実兄であり、坊城家にかつてその由来が伝わっていた可能性もあるが、不詳である。